# Ogemaw County
Ogemaw County är ett administrativt område i delstaten Michigan, USA. År 2010 hade countyt 21 699 invånare. Den administrativa huvudorten (county seat) är West Branch. 

## Geografi
Enligt United States Census Bureau har countyt en total area på 1 488 km². 1 461 km² av den arean är land och 27 km² är vatten.   

### Angränsande countyn
- Oscoda County - norr
- Alcona County - nordost
- Iosco County - öster
- Arenac County - sydost
- Gladwin County - sydväst
- Roscommon County - väster
- Crawford County - nordväst